# 77-й меридіан східної довготи
77-й меридіан східної довготи — лінія довготи, що лежить на 77 градуси східніше Гринвіцького меридіана. Вона проходить від Північного полюса через Північний Льодовитий океан, Азію, Індійський океан, Південний океан та Антарктиду до Південного полюса.
77-й меридіан східної довготи формує велике коло разом із 103-тім меридіаном західної довготи.
Це найбільш густонаселений меридіан: станом на 2019 рік на ньому проживало від 113,8 до 140 мільйонів людей.

## Список географічних об'єктів, що перетинає 77° сх. д.
Починаючи на Північному полюсі та рухаючись до Південного полюса, 77-й меридіан східної довготи проходить через:
| Координати                                                 | Країна, територія або море | Примітки |
| ---------------------------------------------------------- | -------------------------- | --- |
| 90°0′ пн. ш. 77°0′ сх. д. / 90.000° пн. ш. 77.000° сх. д.  | Північний Льодовитий океан | |
| 81°6′ пн. ш. 77°0′ сх. д. / 81.100° пн. ш. 77.000° сх. д.  | Карське море               | |
| 79°35′ пн. ш. 77°0′ сх. д. / 79.583° пн. ш. 77.000° сх. д. | Росія                      | Проходить через острів Візе[ru] |
| 79°29′ пн. ш. 77°0′ сх. д. / 79.483° пн. ш. 77.000° сх. д. | Карське море               | Проходить східніше острова Вількицького[ru], Росія Проходить східніше острова Неупокоєва[ru], Росія |
| 72°22′ пн. ш. 77°0′ сх. д. / 72.367° пн. ш. 77.000° сх. д. | Росія                      | Проходить через Оленячий острів[ru] |
| 72°13′ пн. ш. 77°0′ сх. д. / 72.217° пн. ш. 77.000° сх. д. | Юрацька губа[en]           | |
| 72°0′ пн. ш. 77°0′ сх. д. / 72.000° пн. ш. 77.000° сх. д.  | Росія                      | Проходить через Гиданський півострів |
| 71°24′ пн. ш. 77°0′ сх. д. / 71.400° пн. ш. 77.000° сх. д. | Гиданська губа             | |
| 71°9′ пн. ш. 77°0′ сх. д. / 71.150° пн. ш. 77.000° сх. д.  | Росія                      | Проходить через Гиданський півострів |
| 69°1′ пн. ш. 77°0′ сх. д. / 69.017° пн. ш. 77.000° сх. д.  | Тазівська губа             | |
| 68°37′ пн. ш. 77°0′ сх. д. / 68.617° пн. ш. 77.000° сх. д. | Росія                      | Проходить східніше Нижньовартовська |
| 53°45′ пн. ш. 77°0′ сх. д. / 53.750° пн. ш. 77.000° сх. д. | Казахстан                  | Проходить через озеро Балхаш Проходить східніше Алмати |
| 42°58′ пн. ш. 77°0′ сх. д. / 42.967° пн. ш. 77.000° сх. д. | Киргизстан                 | Проходить через озеро Іссик-Куль |
| 41°3′ пн. ш. 77°0′ сх. д. / 41.050° пн. ш. 77.000° сх. д.  | КНР                        | Сіньцзян — проходить західніше Яркенда |
| 35°36′ пн. ш. 77°0′ сх. д. / 35.600° пн. ш. 77.000° сх. д. | Пакистан                   | Гілгіт-Балтистан — претендує Індія |
| 34°57′ пн. ш. 77°0′ сх. д. / 34.950° пн. ш. 77.000° сх. д. | Індія                      | Ладакх — претендує Пакистан Гімачал-Прадеш Хар'яна Проходить західніше Делі Раджастхан Мадг'я-Прадеш Раджастхан Мадг'я-Прадеш Раджастхан Мадг'я-Прадеш Махараштра Карнатака Андгра-Прадеш Карнатака Андгра-Прадеш Карнатака Андгра-Прадеш Карнатака Андгра-Прадеш Карнатака Андгра-Прадеш Карнатака Тамілнад — проходить через Коїмбатур Керала |
| 8°22′ пн. ш. 77°0′ сх. д. / 8.367° пн. ш. 77.000° сх. д.   | Індійський океан           | |
| 60°0′ пд. ш. 77°0′ сх. д. / 60.000° пд. ш. 77.000° сх. д.  | Південний океан            | |
| 69°15′ пд. ш. 77°0′ сх. д. / 69.250° пд. ш. 77.000° сх. д. | Антарктида                 | Проходить через Австралійську антарктичну територію (претендує Австралія) |